# Distretto di Dahod
Il distretto di Dahod è un distretto del Gujarat, in India, di 1 635 374 abitanti. Il suo capoluogo è Dahod.